# Шампањи ан Ваноаз
Шампањи ан Ваноаз (фр. Champagny-en-Vanoise) насеље је и општина у источној Француској у региону Рона-Алпи, у департману Савоја која припада префектури Албервил.
По подацима из 2011. године у општини је живело 657 становника, а густина насељености је износила 7,73 становника/km². Општина се простире на површини од 84,96 km². Налази се на средњој надморској висини од 1246 метара (максималној 3.855 m, а минималној 960 m).

## Демографија
| 1962. | 1968. | 1975. | 1982. | 1990. | 1999. | 2011. |
| ----- | ----- | ----- | ----- | ----- | ----- | ----- |
| 406   | 416   | 380   | 444   | 502   | 585   | 657   |

График промене броја становника у току последњих година